# Pogonembia neovenosa
Pogonembia neovenosa är en insektsart som beskrevs av Ross 2003. Pogonembia neovenosa ingår i släktet Pogonembia och familjen Anisembiidae. Inga underarter finns listade i Catalogue of Life.